# 横浜市鶴見区マンション敷地内殺人事件
横浜市鶴見区マンション敷地内殺人事件（よこはましつるみくまんしょんしきちないさつじんじけん）は、2023年6月29日午前10時17分頃に神奈川県横浜市鶴見区東寺尾中台のマンション敷地内にて血だらけに倒れている18歳の女性Tが発見されたことで発覚した殺人事件。
横浜地検は２０２３年７月２０日、殺人のほか窃盗や横領、住居侵入など五つの罪で起訴した。横浜地裁は裁判員裁判で２０２４年６月２１日、懲役１８年（求刑懲役２０年）の判決を言い渡した。

## 概要
2023年6月29日午前10時17分頃、横浜市鶴見区東寺尾中台にあるマンション敷地内の駐車場で元子役の大学1年生の女性T（当時18歳）が血だらけで倒れていると女性Tの母親が通報した。女性Tは搬送先の病院で死亡が確認された。
発見から10分も経たない10時26分に自称会社員の男I（当時22歳）が自首し、逮捕された。女性Tが家から出てくるところを待ち伏せして刃物で刺殺したという。男Iは事件直前に合鍵を使用して女性Tが寝ている自宅に侵入し、追い出されていた。
男IはDV気質のニートで、女性Tにしつこくつきまとい、「オマエ、俺と別れたら知らねえからな」などと脅していた。神奈川県警察は女性Tから4回通報を受けていたが、事件を防ぐことができなかった。また、ネット上では女性Tを非難するなどの誹謗中傷も発生した。
裁判長は判決理由で「被害者が抵抗する間もなく一方的に刺したことは、強固な殺意に基づく」と指摘。「１８歳の娘を突如失った両親の精神的苦痛は甚大だ」と述べた。判決によると、２０２３年６月２９日、盗んだ包丁で首や胸などを４回刺して殺害した。